# 黃昌 (天啟進士)
黃昌（16世紀—17世紀），字百遂，號鳳岐，又號了袁，四川成都府仁壽縣人，明朝政治人物。

## 生平
黃昌友愛宗族，將祖業讓給弟弟，為貧窮族人代理婚嫁事宜；萬曆四十年（1612年）他中舉人，天啟二年（1622年）成進士。獲授光化县知县，调江陵知縣，任內老成持重，認真丈量惠王藩田；同時他學識卓著，文章得士子心意，很快升為南京山西道御史，彈劾溫體仁、周延儒被敬重，亦因此遭罷官回鄉。